# Дінкоро Кулібалі
Дінкоро Кулібалі (д/н — 1757) — 2-й фаама (володар) імперії Сеґу в 1755—1757 роках.

## Життєпис
Походив з династії Кулібалі. Старший син Бітона Кулібалі, засновника держави Сеґу. У 1755 році після смерті останнього посів трон.
Про нього замало відомостей, але значиться як тиран. Можливо намагався зміцнити державну владу над підлеглими племенами та обмежити вплив війська. В результаті 1757 року був повалений та вбитий. Владу перебрав його брат Алі.